# Charles Pierre Schimpf

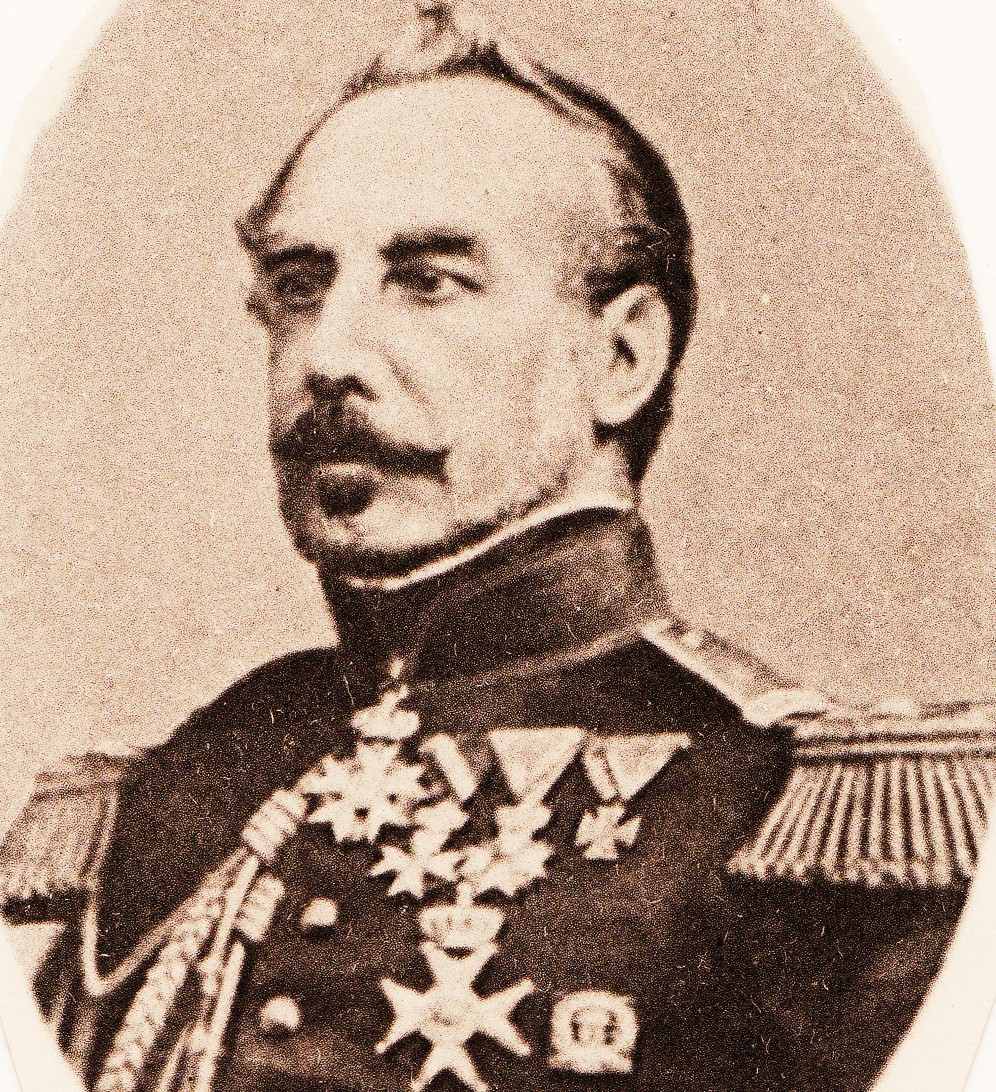
Charles Pierre Schimpff

Charles Pierre Schimpf (Outreau, Pas-de-Calais, 13 februari 1812 - 's-Gravenhage, 31 december 1886) was een Nederlands generaal. Van 1855 tot 1859 was hij gouverneur van Suriname en van 1862 tot 1865 commandant van het Nederlands Indisch leger.
De bron voor de gewijzigde geboortedata is: Archives Départementales de Pas de Calais, Place de la Préfecture, F 62021 ARRAS, France, « tables décennales 1792-1902 de l’État civil d’ Outreau, sur page 40, à gauche ».
Zijn vader Johannes Schimpf was toen bezig in het garnizoen St. Omaars, maar de familie woonde in de Commune d’Outreau en wel 57 kilometer van het garnizoen weg.

## Loopbaan
Schimpf begon zijn loopbaan in 1827 als soldaat bij de infanterie van het Nederlandse leger en werd in 1830 bevorderd tot tweede luitenant. In 1831 wist hij als krijgsgevangene te ontvluchten uit Bergen in Henegouwen. Terug in Nederlandse dienst werd hij bij de 14de afdeling infanterie geplaatst. In 1836 naar Nederlands-Indië vertrokken, werd hij in 1837 bevorderd tot eerste luitenant en in 1840 tot kapitein. In 1845 werd hij toegevoegd aan de Balische expeditie, om daarbij dienst te verrichten als chef van de staf. Daarna werd hij weer bevorderd, in 1848 tot majoor, in 1850 tot sous-chef van den Generale Staf, in 1851 tot luitenant-kolonel en in 1853 tot Kolonel-chef van den Generale Staf.
In 1854 met verlof terug in Nederland werd hij in 1855 bevorderd tot generaal-majoor titulair en op 3 mei 1855 benoemd tot gouverneur van Suriname, waar hij in augustus het bestuur aanvaardde. Onder zijn bestuur werd, ten gerieve van de scheepvaart, aan de mond van de Suriname een lichtschip gestationeerd, werd een nieuwe patentwet uitgevaardigd, werden verschillende verordeningen tot betere regeling van civiele en strafzaken bij het rechtswezen afgekondigd, werd het reglement op het brandwezen gewijzigd en de burgerlijke geneeskundige dienst opnieuw geregeld.
De beperkende bepalingen betreffende het verkeer van de Bosnegers met de hoofdplaats werden door hem opgeheven. Hij trachtte ook de toestand van de "vrijlieden" te verbeteren door de bepaling dat van de huur van aan hen verhuurde gronden geheel of gedeeltelijk vrijstelling kon worden gegeven. Onder zijn bestuur kwam ook de eerste wettelijke regeling inzake immigratie tot stand. Een mislukking was het door hem opgerichte Mettray, een landbouwkolonie voor kinderen van onvermogende vrijlieden in Suriname, evenals de gouvernements-steenfabriek en -kalkbranderij. Ook zijn kanaal naar Saramacca kwam niet tot stand.
Op zijn verzoek werd hij in april 1859 eervol ontslagen. Op 20 augustus vertrok hij uit Suriname. Na zijn terugkomst in Nederland was hij lid van de Staatscommissie die het wetsontwerp tot emancipatie van de slaven heeft voorbereid. Hij ging daarna weer in militaire dienst. In Oost-Indië werd hij op 5 juni 1862 tot commandant van het leger benoemd, welke betrekking hij tot 1865 bekleedde. Hij werd in juli 1875 gepensioneerd.

## Onderscheidingen
Schimpf was adjudant in buitengewone dienst van koning Willem III, Ridder in de Militaire Willems-Orde, Commandeur in de Orde van de Nederlandse Leeuw en in het Legioen van Eer. Hij was verder onderscheidde met het Grootkruis in de Orde van de Eikenkroon.
- International Standard Name Identifier: 0000 0003 9107 2108
- Nederlandse Thesaurus van Auteursnamen: 308387112
- Virtual International Authority File: 284797226
- WorldCat: E39PBJpVbgymBFQG7WQxyCbmVC